# Dexter (Misuri)
Dexter es una ciudad ubicada en el condado de Stoddard en el estado estadounidense de Misuri. En el Censo de 2010 tenía una población de 7864 habitantes y una densidad poblacional de 457,07 personas por km².

## Geografía
Dexter se encuentra ubicada en las coordenadas 36°47′34″N 89°57′47″O / 36.79278, -89.96306. Según la Oficina del Censo de los Estados Unidos, Dexter tiene una superficie total de 17.21 km², de la cual 16.88 km² corresponden a tierra firme y (1.9%) 0.33 km² es agua.

## Demografía
Según el censo de 2010, había 7864 personas residiendo en Dexter. La densidad de población era de 457,07 hab./km². De los 7864 habitantes, Dexter estaba compuesto por el 97.14% blancos, el 0.48% eran afroamericanos, el 0.5% eran amerindios, el 0.24% eran asiáticos, el 0.03% eran isleños del Pacífico, el 0.18% eran de otras razas y el 1.44% pertenecían a dos o más razas. Del total de la población el 1.88% eran hispanos o latinos de cualquier raza.